# Vlado Ahtik
Vlado Ahtik, slovenski učitelj praktičnega pouka in inženir elektrotehnike.

## Nagrade in nominacije
- 1989 - Kidričeva nagrada za sisteme za avtomatizacijo proizvodnih procesov, serijo procesnih računalnikov KLAS in KUP[1]